# 梶川頼照
梶川 頼照（かじかわ よりてる）は、江戸時代前期の旗本。通称の与惣兵衛（）で知られる。赤穂事件の発端において浅野長矩が吉良義央に対し江戸城内で刃傷に及んだ際、長矩を取り押さえた人物である。

## 生涯
幕府旗本土岐頼泰（切米600俵、土岐頼次の三男）の次男として生まれる。母は旗本山岡伝右衛門景重（400石）の娘。
明暦3年（1657年）6月25日、将軍徳川家綱にはじめて拝謁。寛文3年（1663年）11月19日から御書院番として出仕。寛文4年（1664年）8月11日、姉が嫁いでいた梶川分重が嗣子なく没したため、その養子となって家督を継いだ。貞享元年（1684年）8月28日に起こった若年寄稲葉正休による大老堀田正俊への殿中刃傷の際にも居合わせたといわれる。
元禄9年（1696年）4月25日、本所奉行に就任。元禄10年（1697年）正月22日、御腰物奉行頭。同年12月18日には布衣（六位相当になったことを意味する）の着用を許された。元禄13年（1700年）7月18日、大奥御台所付き留守居番となる。
元禄14年（1701年）3月14日、江戸城大廊下で浅野長矩が吉良義央に殿中刃傷に及んだ際に現場に居合わせ、長矩を取り押さえた（取り押さえたのは高家の京極高規との説もある）。この手柄で3月19日、武蔵国足立郡に500石加増され、それまでの下総国葛飾郡の所領とあわせて都合1200石となった。この事件の仔細を『梶川与惣兵衛日記』に残した。長矩が斬りかかる際に「この間の遺恨覚えたるか」と叫んだ話もこの日記を根拠とするものである。
宝永4年（1707年）正月15日、西城持筒頭に就任し、正徳元年（1711年）4月1日、武勇の者が選ばれる槍奉行に選ばれた。享保4年（1719年）2月7日、職を辞し寄合（無役の旗本）に列する。享保5年（1720年）5月23日、隠居して養老料として切米300俵を受けた。享保8年（1723年）8月8日に死去。享年77。

## 浅野刃傷に関する記述
前述のとおり頼照は江戸城での浅野長矩の吉良義央への刃傷事件の現場に居合わせ、その事件の詳細を『梶川日記』に書き残している。事件に関する頼照の記述は現代語訳で見てみると次の通りである。
「自分はいつもどおり登城して大奥にいった。その日の奉答の儀式で自分は、御台所信子様の使いの役目があった。しかし吉良上野介殿からの伝言を受けて勅使様の都合で儀式の刻限が早まったことを告げられたので、詳細を直接吉良殿にお伺いしようと思って吉良殿を探した。松の廊下に面した下の御部屋にいた茶坊主に『吉良殿をお呼びせよ』と命じたが、その茶坊主は『吉良上野介様は御老中に呼び出されました』と答えた。そのとき勅使接待役の浅野内匠頭殿の姿が見えたので、自分はその茶坊主に『内匠頭殿をお呼びせよ』と命じた。それを受けて内匠頭殿が自分の方へ参られたので、自分は『諸事よろしくお願いいたします』とご挨拶申し上げた。内匠頭殿は『心得ております』と答えられ、下の御部屋の自分の席に戻られた。その後、大広間から白書院の方を見てみたら吉良上野介殿が白書院の方からこちらへ来られるのが見えた。そこで自分はふたたび茶坊主に『吉良殿をお呼びせよ』と命じた。茶坊主はすぐに吉良殿の方へ行き、その伝言を受けた吉良殿の様子はよかろうと言った感じで、すぐに自分のところへ向かって来られた。なので自分も吉良殿に近づき、松の廊下がまがったところにある角柱から6間から7間ぐらいのところで吉良殿と自分は対面した。自分が『本日の勅使様の刻限が早まったのでしょうか』と吉良殿にお尋ねしていたところ、突然、誰だかはわからないが、吉良殿の後ろから『この間の遺恨を覚えているか』と声をかけてきて吉良殿に斬りかかった者がいた。
太刀の音はすごく大きく聞こえたが、のちに聞いたところでは傷はそれほど深くなくて浅手だったらしい。自分達も驚いてよく見れば、なんとそれは勅使御馳走役の浅野内匠頭殿であった。上野介殿は後ろのほうへ逃げようとしたところをまた二回ほど斬られ、うつ向きに倒れられた。自分達は内匠頭殿に飛びかかった。内匠頭殿との間合いは二足か三足かという短いものであったので、すぐに組み付く形になったと記憶している。自分達はまず内匠頭殿の刀を取り上げるとともに床に押し付けて動けなくした。そのうち近くにいた高家衆や院使御馳走役の伊達左京亮殿、また坊主どももやってきて次々と取り押さえに加わってくれた。上野介殿はいつの間にかいなくなっていた。誰かが運んでくれたのか、周りにも見えなかった。のちに聞いたところでは高家の品川豊前守殿と畠山下総守殿が上野介殿を引き起こしたが、ご老齢での負傷であるので、吉良殿にはほとんど意識がなくなっていて、この両名で御医師の間へ運んだということだそうである。それより内匠頭殿は大広間の後ろのほうへ大勢に連れて行かれた。そのとき内匠頭殿は『上野介には恨みがある。殿中であること、また今日は儀式であることに対して恐れ多いとは思ったが、仕方なく刃傷に及んだ。討ち果たさせてほしい』と幾度も繰り返して申しておられた。しかしあまりにも大声であったので、高家衆をはじめ取り囲む人々から『もはや事は終わったのです。おだまりなさい。あまり大声では如何なものかと思いますよ』と言われたので、それ以降は内匠頭殿も何もいわなくなった。」

### 感想と弁明
頼照は日記の最後には「此時の事共後ニ存出し候に、内匠殿心中察入候、吉良殿を討留不被申候事嘸々無念に有しならんと存候」としつつも、「誠に不慮の急変故前後の不及思慮右のことく取扱候事無是非候」と長矩を取り押さえたことを正当化している。
幕末の旗本大谷木醇堂は自分の手記に「梶川半左衛門は、予が弓術の友なり。」と書き出し、先祖の頼照が刃傷事件で浅野内匠頭を取り押さえ500石加増されたことについて、浅野の気持ちは察するが「大事に至る前に浅野長矩を組み留めたのは、幕府ひいては将軍に対する忠誠にほかならぬ」（『醇堂叢稿』）と子孫らしい立場で語っている。